# Tricoceps geniculatus
Tricoceps geniculatus är en insektsart som beskrevs av Carl Stål. Tricoceps geniculatus ingår i släktet Tricoceps och familjen hornstritar. Inga underarter finns listade i Catalogue of Life.